# Acheron Fossae

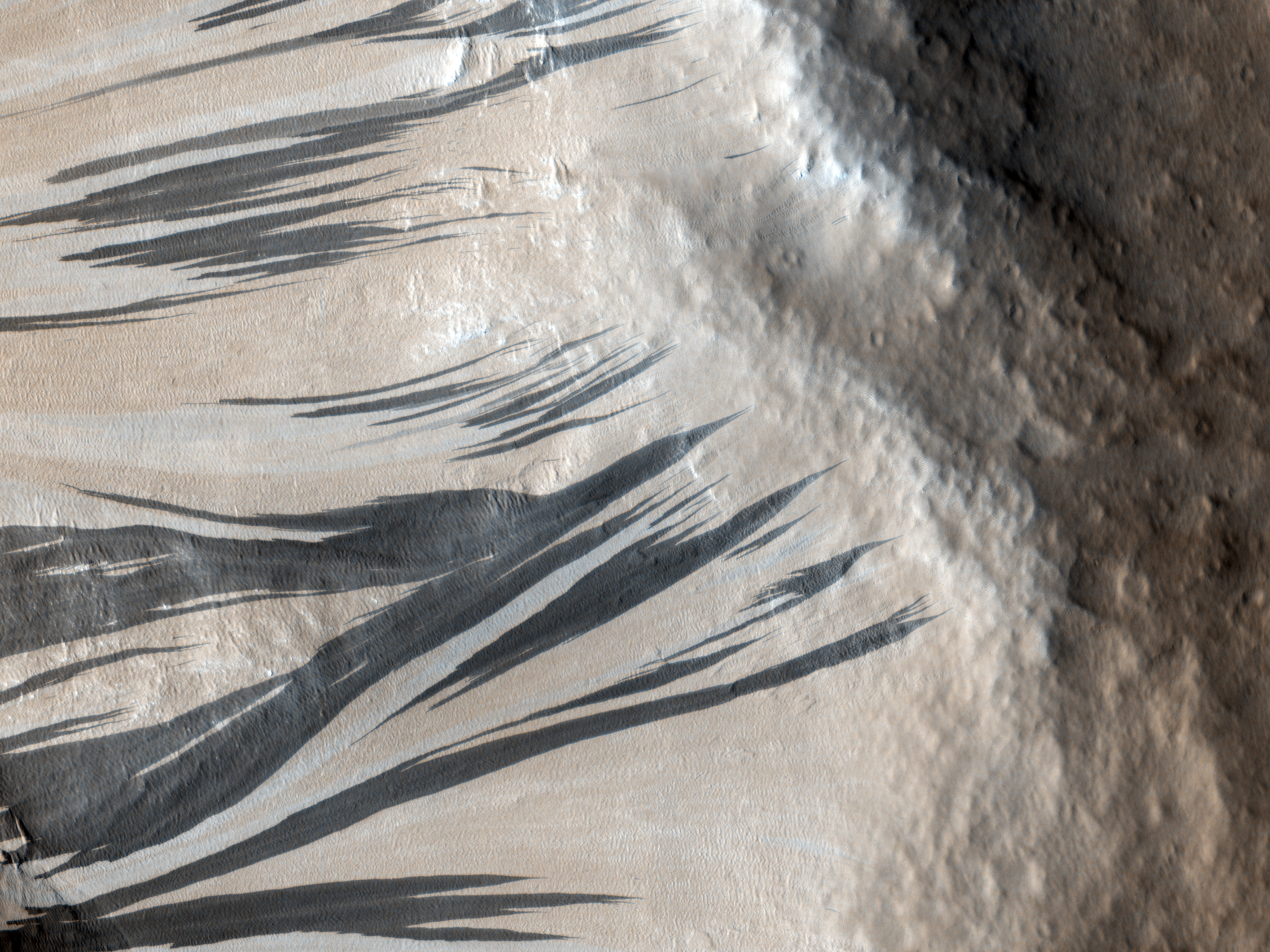
Vetas en una ladera de Acheron Fossae

Acheron Fossae es una depresión en el cuadrángulo Diacria de Marte.  Su ubicación está centrada en 38.5° latitud norte y 135.87° longitud oeste. Tiene 718 km de largo.  El canal ha presentado actividad tectónica intensiva antiguamente.